# پیرزادلی
پیرزادلی (به لاتین: Pirzadlı) یک منطقهٔ مسکونی در جمهوری آذربایجان است که در شهرستان آغ‌دام واقع شده‌است.